# Мещерин, Анатолий
Анатолий Мещерин (?—?) — член таганрогской подпольной антифашистской организации.

## Биография
Учился в таганрогской школе № 2 им. А. П. Чехова. Дружил со своими однокашниками Николаем Кузнецовым и Нонной Трофимовой. Мечтал стать режиссёром и планировал поступать в московский ГИТИС.
Был принят в 1941 году в подпольную организацию по рекомендации Николая Кузнецова. Занимался распространением сводок Совинформбюро.
На премьере «Сильвы» в городском театре, нарушив приказ командира Юрия Пазона, во время первого акта по собственной инициативе швырнул с балкона пачку листовок в зрительный зал. Представление, разумеется, было остановлено, и группу Пазона в числе зрителей не арестовали лишь по счастливой случайности.
Выполняя задание подпольного штаба, Анатолий Мещерин расстрелял из автомата автомобиль бургомистра, заранее изучил маршрут, по которому тот возвращался домой из бургомистрата.
Анатолий Мещерин был арестован дома. Не выдержав страшных пыток, Анатолий Мещерин выдал полиции Нонну Трофимову.